# Romance (poesia)
O romance hispânico é um tipo de composição poético-musical, característico da tradição literária ibérica e, por extensão, também latino-americana e sefardita; é composto usando uma série de versos em redondilha maior com rima assonante. Teve origem na Idade Média, foi cultivado por poetas, compositores e jograis durante o Renascimento e, tendo conquistado o gosto popular, foi transmitido pela tradição oral, de geração em geração, até à atualidade. Entrou em declínio após o século XVII entre as classes eruditas, mas tendo perdurado entre os iletrados, foi recuperado durante o Romantismo, reunido em cancioneiros e romanceiros, numa ação de recolha que perdura até hoje.

## História

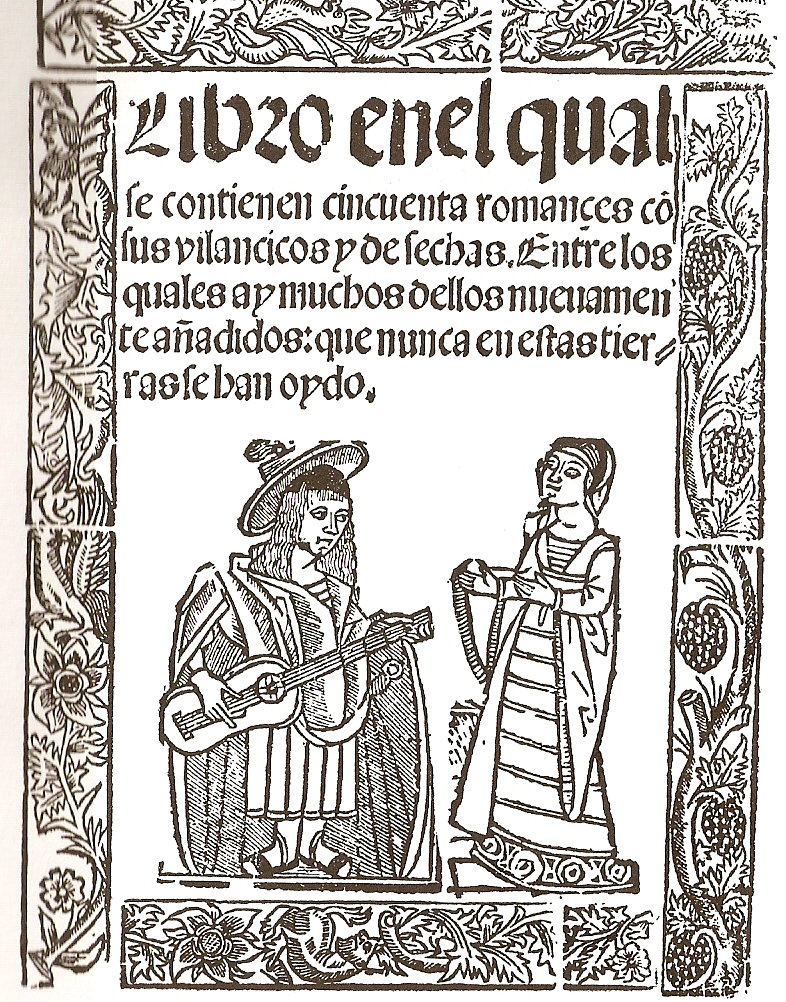
Frontispício do Libro de los cincuenta romances (c. 1525).

O mais antigo dos romances velhos que se conserva hoje num documento contemporâneo, Gentil dona, gentil dona, foi copiado por volta de 1421 pelo estudante maiorquino Jaume d'Olesa no seu caderno que se conserva na Biblioteca Nacional Central de Florença. Um pouco mais antigo é um romancillo (ou serranilla) em redondilha menor, chamado Serranilla de La Zarzuela [es]. Contudo, é certo que o género do romance é muito anterior a estes registos. De finais dessa época seria "O arcebispo de Saragoça" (1429), ambientado nos tempos de Afonso V de Aragão, e o, pouco posterior, "Afonso V e a conquista de Nápoles" (anterior a 1448), ambos encontrados em cadernos notariais. No Cancioneiro de Stúñiga (c. 1460-63) são recolhidos romances dos Carvajales; por outro lado, o Cancioneiro de Herberay des Essarts (c. 1462-65) e o Cancioneiro de Rennert (c. 1475-1500) ambos do Museu Britânico, oferecem breves amostras manuscritas de romances (três atribuídos a Juan Rodríguez del Padrón, neste último). Outros exemplos acham-se no Cancioneiro de Palácio. São impressos desde o século XVI, tanto em folhetos soltos, como em livros. Um pioneiro é o Cancionero general de Hernando del Castillo, com a sua primeira edição de 1511. É sucedido por obras menos conhecidas, como o  Libro de los cincuenta romances (c. 1525). As grandes coleções aparecem com as sucessivas edições do Cancionero de Romances (Antuérpia, desde 1547), a Silva de Romances (Saragoça, 1550-51) ou o Romancero General (Madrid, 1600), entre os mais destacados.
Duas terias existem sobre a origem dos romances: a "teoria tradicionalista", formulada por Gaston Paris, e a "teoria individualista", sustentada por Joseph Bédier. Na tentativa de conciliar ambas, Ramón Menéndez Pidal criou outra que foi chamada "neotradicionalismo".

### Teoria individualista
Outros investigadores, por exemplo Dario Pálacios, rejeitaram esta hipótese. Os individualistas acreditavam que a origem da épica era o Mester de clerecía (ou "ofício dos clérigos"); estes eram os homens detentores da cultura, não necessariamente eclesiásticos, e por isso podiam conhecer os feitos históricos e redigi-los mais tarde; os individualistas creem que os romances são produtos de clérigos autores concretos, que começaram a escrever poemas épicos e não uma coletividade; ligados a um mosteiro, escreviam poemas de propaganda eclesiástica, para o qual não receavam em usar os jograis como meio de difusão da cultura (e propaganda dos seus mosteiros, cultos sepulcrais de herois ali enterrados e relíquias de santos). Segundo a teoria da cantilena, os romances surgiram antes que os cantares de gesta e estes últimos surgiram da união ou refundição, realizada por um autor individual, de várias cantilenas mais curtas. Esta tese foi ultimamente revitalizada pelos trabalhos de Colin Smith.

### Teoria atual: Neotradicionalismo
O neotradicionalismo é uma teoria para a qual os romances teriam surgido da fragmentação das grandes epopeias medievais (o poema ou Cantar de Mio Cid e El cerco de Zamora). Neste processo, os cantares de gesta, cantados pelos jograis, circulavam não só nas cortes aristocráticas mas também nas praças plebeias, onde o povo escutava os episódios mais importantes e repetidos quando por ali passava; se os conseguissem decorar, por sua vez os repetiam e cantavam entre si. Dessa maneira foram-se transmitindo oralmente, de pais a filhos, os fragmentos que teriam maior interesse e inclusive alguns se mesclaram com outros e sofreram uma elaboração formal que consistia em numerosas variantes, muitas delas localizadas principalmente no final. Ao mesmo tempo existiam jograis cujo propósito e alcance seriam mais humildes e que se dedicavam a cantar em público e separadamente só as passagens épicas que encerravam uma ação ou sucesso completo.

## Estrutura
A estrutura mais comum dos romances pode ser descrita como conjuntos de versos de número indeterminado, com rima contínua, em assonância, formado cada um por dois hemistíquios divididos por uma cesura. Cada hemistíquio é em redondilha maior (são chamados heptassílabos em português e octosílabos segunda a métrica castelhana). Repare-se no seguinte excerto do romance “Senhas do Esposo” (com rima em “a”):
Estava a bela infanta, no seu jardim assentada
Com o pente de ouro fino, seus cabelos penteava.
| 1   | 2  | 3   | 4  | 5    | 6  | 7   | -    |   | 1    | 2   | 3   | 4   | 5   | 6   | 7  | -    |
| --- | -- | --- | -- | ---- | -- | --- | ---- | - | ---- | --- | --- | --- | --- | --- | -- | ---- |
| Es  | ta | v’a | be | la   | in | fan | (ta) | , | No   | seu | jar | dim | as  | sen | ta | (da) |
| Com | o  | pen | te | d’ou | ro | fi  | (no) | , | Seus | ca  | be  | los | pen | te  | a  | (va) |

Esta estrutura é a mais típica e deriva diretamente dos cantares de gesta, dos quais constitui um bom exemplo o Cantar de mio Cid. Contudo, principalmente no romanceiro popular e romanceiro novo, a forma pode variar bastante e não seguir de todo os cânones ditos primitivos.

## Transmissão
Os romances chegaram-nos através de várias formas como:
- Cancioneiros manuscritos – como o famoso Cancioneiro de Palácio (que conserva as canções da corte dos Reis Católicos, com 38 romances) e o Cancioneiro de Elvas (cancioneiro renascentista português que preserva 16 romances);
- Cartapacios ou seja, cadernos manuscritos com poesia – resultado do colecionismo de apreciadores contemporâneos.
- Antologias impressas – como o Cancionero general de Hernando del Castillo publicado em 1511 (entre os seus muitos poemas, há 48 romances) e o Cancioneiro geral de Garcia de Resende publicado em 1516;
- Pliegos ou folhetos soltos – caderninhos de quatro folhas, que se vendiam pelas feiras e cidades, a muito baixo preço, como literatura de cordel; pela sua fragilidade, foram perdidos na sua maior parte e os que se conservam, espalhados por diversas bibliotecas pelo mundo, são guardados como objetos de grande valor.
- Romanceiros – volumes formados exclusivamente por romances, como o famoso Cancionero de Romances, publicado pelo tipógrafo Martín Nucio em Antuérpia por volta de 1547, que suscitou a imitação da chamada geração de poetas romancistas (Lope de Vega, Miguel de Cervantes, Luis de Góngora…); foram muitos os romanceiros que depois foram publicados.
- Autos – as peças de teatro incluíam frequentemente romances completos ou, mais frequentemente, citações de romances. Um bom exemplo são os autos do dramaturgo português Gil Vicente.
- Tradição oral moderna – certamente a mais interessante e importante via de transmissão. Os romances foram adaptados pela cultura popular e foram-se transmitindo, de geração em geração até aos nossos dias. Efetivamente, o povo continua ainda a cantar romances (embora cada vez menos; competem com eles as canções modernas da rádio e televisão). Têm sido recolhidos na Península Ibérica, Canárias, Macaronésia, América Latina e também entre as comunidades de judeus sefarditas.
- Cancioneiros e Romanceiros modernos – resultado da colheita e publicação do romanceiro oral, efetuado desde o século XIX em ações que visam o estudo comparativo, histórico e etnográfico, mas também a salvaguarda e preservação dos mesmos.

## O romanceiro velho
O romanceiro espanhol é um grupo de curtos poemas de origem medieval originários da desconstrução dos cantares de gesta ou poemas épicos castelhanos a partir do século XIV e transmitidos de forma oral até ao século XIX, em que, graças ao interesse que o Romantismo sentiu pela literatura medieval, Agustín Durán começou a os recolher nas suas famosas Colecciones de romances antiguos o Romanceros (Valhadolid, 1821), logo ampliadas no mais célebre título Romancero General. Já no século XX, Ramón Menéndez Pidal e a sua escola empreenderam uma coleção exaustiva e começaram a ordená-los e a estudá-los.

## O romanceiro novo
Desde o século XVI inclusive e até à atualidade certos autores (Félix Lope de Vega, Luis de Góngora, Francisco de Quevedo, Sor Juana Inés de la Cruz, Ángel de Saavedra, Miguel de Unamuno, Juan Ramón Jiménez, Federico García Lorca, Gerardo Diego) começaram a usar o género, apaixonados pela sua particular idiossincrasia, formando um novo corpus de poemas a que se chamou Romanceiro novo. Estes romances possuem autor conhecido, não se transmitem de forma oral, mas impressa, estão divididos em estrofes (quadras de versos em assonância) e imitam os géneros e o estilo do romanceiro velho, ainda que, por outro lado, lhe ampliem os temas e modifiquem as formas, adaptando-lhes por vezes a letra e adicionando estribilhos.

## Tipos de romances
Existem diferentes classificações de romances atendendo a distintos critérios:

### Pela sua cronologia
- Romanceiro velho: o que provém da descomposição de antigos cantares de gesta castelhanos, de autor anónimo, não dividido em quadras e que se originam fundamentalmente nos séculos XIV e XV, transmitidos de forma oral de pais a filhos.
- Romanceiro novo: o criado à imitação do romanceiro velho, por autores consciente, transmitido por via escrita em folhetos (de cordel), coleções de romances ou cancioneiros; divididos em pequenas estrofes ou quadras, que abarca toda a produção de romances entre os séculos XVI e XXI. Foram autores destes romances Cervantes, Lope de Vega, Francisco de Quevedo, Luis de Góngora, Juan Meléndez Valdés, o Duque de Rivas, Miguel de Unamuno, Antonio Machado, Juan Ramón Jiménez, etc.

### Pela sua estrutura interna
Os romances possuem uma trama narrativa na qual se distinguem um enquadramento, uma situação inicial, uma complicação e uma resolução.
- O enquadramento é formado pelas personagens, o lugar e o momento da ação.
- Na situação inicial, surge um conflito ou problema.
- Na complicação, ocorre o desenvolvimento do conflito que surgiu.
- Por último, na resolução, o conflito soluciona-se, para o bem ou para o mal. Como característica típica do romance, o final é truncado ou aberto.

Fundamentalmente, são três as estruturas que aparecem:
- Romance cena: trata-se do momento mais dramático, emotivo ou culminante de uma história cujo princípio e fim não se referem; por exemplo, O Infante Arnaldos ou o Romance do prisioneiro.
- Romance história: narram uma história com princípio e fim; por exemplo, o Romance do Conde Olinos.
- Romance com estribilho: utilizam um estribilho, como o romance ¡Ay de mi Alhama!.

### Pela sua temática
A classificação mais habitual é esta:
- Romances históricos: Tratam temas históricos ou lendários pertencentes à história nacional, como El Cid, Bernardo del Carpio, etc.
- Romances carolíngios: Baseiam-se nos cantares de gesta franceses (Batalha de Roncesvalles, Carlos Magno, etc.
- Romances fronteiriços: Narram os acontecimentos ocorridos na frente ou fronteira com os mouros durante a Reconquista.
- Romances novelescos: Com grande variedade de temas, ainda que frequentemente estejam inspirados no folclore espanhol e asiático.
- Romances líricos: São o resultado da livre imaginação e o gosto pessoal. Menéndez Pidal assinala os traços subjetivos e sentimentais que substituem os detalhes menos dramáticos do cantar de gesta original. Eliminam-se os elementos narrativos considerados secundários e o romance abandona o contexto, enfatizando a ação imediata. O poeta anónimo pode expressar os seus sentimentos amorosos ou favorecer temas folclóricos, personagens mitológicas e sucessos fantásticos.
- Romances épicos: contam as façanhas de herois históricos.
- Romances vulgares ou de cegos: narram feitos sensacionalistas, crimes horrendos, façanhas de bandidos como os sete do famoso Francisco Esteban, milagres, prodígios, etc.

## Recursos internos ou textuais
- Repetição lexical: é a reiteração de um vocábulo, com o qual se destaca aquilo em que se quer que o leito ou ouvinte memorize: "Abenámar, Abenámar / moro de la morería…", "Fontefrida, Fontefrida / Fontefrida y con amor…"
- Repetição variada: é a utilização da mesma família de palavras na mesma passagem: "Moro de la morería".
- Aliteração: é a repetição fonética de uma letra: "Cuando canta la calandria / y responde el ruiseñor" (neste caso imitando o som dos pássaros, o que é uma onomatopeia).
- Construção paralela: produz-se quando há repetições semânticas, ou seja, reiterações de significado ("Mañanita de San Juan / mañanita de primor"), ou repetições de estruturas gramaticais (paralelismo sintático: "Tú me destierras por uno / yo me destierro por cuatro"). Dentro desta alínea também é importante referir o uso de anáforas.
- Ao tratar-se de poesia primitiva, abundam as comparações ou analogias e são muito escassas as metáforas.
- Imagens sensoriais: correspondem a cada um dos cinco sentidos (Imagem visual, olfativa, auditiva, tátil e gustativa), com um típico gosto feminino pela descrição: "Allá va la mi señora, / entre todas la mejor; / viste saya sobre saya, / mantellín de tornasol, / camisa con oro y perlas / bordada en el cabezón. / En la su boca muy linda / lleva un poco de dulzor; / en la su cara tan blanca, / un poquito de arrebol, / y en los sus ojuelos garzos / lleva un poco de alcohol…"
- Usam-se com muita frequência as formas deícticas, apostróficas e exclamativas para conseguir maior emotividade e chamar a atenção do ouvinte.
- Alternam os tempos das formas verbais — presente / pretérito — para animar a narração com a mudança de perspetivas temporais, desde um passado remoto a um passado próximo e inclusive um presente ou vice-versa: "¿Qué castillos son aquellos? / altos son, y relucían… / El Alhambra era, señor / huerta que par no tenía…"
- Uma série de romances destacam-se pelo seu estado fragmentário: centram-se no momento mais intenso da ação sem narrar antecedentes nem consequências para lograr maior dramatismo.
- Com a exceção do grupo dos líricos, também é muito relevado o seu realismo; frente às baladas medievais nórdicas, em que é característico o sentido do mistério, no romanceiro espanhol é muito relevado o dramatismo.
- Combinam destramente narração e diálogo e com isso conseguem o seu característico movimento dramático.

## Recursos extratextuais
- Começo com uma personagem em movimento: Ex.: «hablando estaba el claustro».
- Localização temporal: realiza-se mediante uma data religiosa ou significativa para o lugar originário do romance.
- Localização da ação: é geralmente à beira-mar, perto de um lago, numa torre ou campo de batalha.

## Música
As melodias dos romances são de carácter popular e de curta extensão. No geral, repetem-se cada quatro versos a modo de cantilena. Do ponto de vista formal, estas tonadas costumam compor-se de duas frases melódicas, a primeira de cadência suspensiva e a segunda conclusiva. Existem romances cujo fraseio melódico é mais largo e elaborado que o citado, ainda que nestes casos se recorre à repetição de um ou vários versos para lograr o encaixe perfeito da letra e música.
|  |  |

## Transcendência
O romanceiro inspirou a imaginação dos poetas medievalizantes do Romantismo ibérico e europeu, como já tinha feito durante o Renascimento. Durante o século XIX foram frequentes traduções destas baladas do castelhano para inglês, francês e alemão. O romanceiro influenciou alguns poemas de Victor Hugo. Na Áustria Barbara Elisabeth Glück escreveu um Romancero (1845) e na Alemanha, imitou-a Heinrich Heine com outro Romanzero (1851).